# Maria Ugolkova
Maria Joerjevna Ugolkova (Russisch: Мария Юрьевна Уголькова) (Moskou, 18 juli 1989) is een Russisch-Zwitsers voormalig zwemster. 

## Carrière
Ugolkova haar beide ouders waren zwemcoaches dus werd ze al op jonge leeftijd opgeleid tot een zwemster. Op zestien jarige leeftijd verhuisde ze samen met haar moeder naar Zwitserland. Ze studeerde een bachelor in financiën aan de Universiteit van Lausanne en daarna nog een master aan de Universiteit van Zürich.
In 2004 nam ze deel aan het EK voor junioren net zoals het jaar erop in 2005. Ze nam bij de senioren voor het eerst deel aan het EK kortebaan waar haar beste resultaat een 12e plaats was op de 200m vlinderslag daarnaast werd ze met de Russische ploeg vierde op de 4x50m wisselslag. Na in 2010 aan geen EK of WK te hebben deelgenomen deed ze in 2011 deel aan de Universiade. In 2012 nam ze voor het eerst deel aan het EK langebaan waar ze de halve finale wist te bereiken op de 100m vlinderslag en 13e werd in de eindstand, op de andere onderdelen geraakte ze niet voorbij de voorrondes. Ze kwalificeerde zich dat jaar ook voor de Olympische Spelen maar de Russische bondscoach weigerde haar mee te nemen omdat ze in het buitenland woonde. In 2013 en 2014 nam ze opnieuw niet deel aan een WK of EK door de eerdere problemen met de bondscoach. Sinds 2014 maar officieel vanaf 2016 neemt ze deels namens Zwitserland. In 2015 op het WK langebaan werd ze tweemaal 15e met de Zwitserse vrouwenploeg op de 4x100m en 4x200m vrije slag. Ze nam ook deel aan het EK kortebaan dat jaar maar geraakte in geen enkel onderdeel voorbij de voorrondes.
In 2016 nam ze deel aan de Olympische Zomerspelen in Rio de Janeiro, ze werd 23e in de 100m vrije slag, 19e in de 200m wisselslag en 14e met de Zwitserse damesploeg in de 4x100m vrije slag. Op het wereldkampioenschap kortebaan van dat jaar nam ze deel in verschillende onderdelen met als beste resultaat twee keer een elfde plaats op de 100m vlinderslag en de 200m wisselslag. Op het EK langebaan van 2016 haalde ze de finale in de 200m wisselslag, een negende plaats op de 200m vrije slag en een elfde plaats in de 100m vrije slag. In 2017 zette ze deze goede resultaten door met op het WK een 13e plaats op de 200m wisselslag maar op het EK wist ze net geen medaille te winnen met een vierde plaats. Met een negende plaats op 100m wisselslag en een elfde op de 100m vrije slag was het EK een succes.
In 2018 nam ze enkel deel aan het EK langebaan waar ze haar beste resultaat ooit bereikte met een bronzen medaille op de 200m wisselslag. Ook met de Zwitserse estafetteploegen bereikten ze meerdere finales. In 2019 werd ze in de 200m wisselslag negende terwijl ze zowel individueel als met de estafetteploeg vaak bleef steken in de voorrondes. Ze nam dat jaar ook deel aan het EK waar ze driemaal in de wisselslagen de finale wist te bereiken en op de 200m een zilveren medaille won. Na het coronajaar kende Ugolkova opnieuw een succesjaar. Ze wist een zilveren medaille te winnen maar deed op elke kampioenschap mee in de finale. Op de Olympische Spelen moest ze na een verrassende uitschakeling in de halve finale tevreden zijn met een negende plaats op de 200m wisselslag. Maar op de EK's en het WK wist ze wel mee te doen zo was er een vierde plaats op de 100m wisselslag op het EK langebaan en naast de medaille ook een vijfde plaats.

## Internationale toernooien
| Jaar | Olympische Spelen                                             | WK langebaan | WK kortebaan | EK langebaan | EK kortebaan |
| ---- | ------------------------------------------------------------- | --- | --- | --- | --- |
| 2008 | geen deelname                                                 | | geen deelname | geen deelname | 31e 50m vlinderslag 20e 100m vlinderslag 12e 200m vlinderslag 4e 4x50m wisselslag                                                                             |
| 2009 |                                                               | 12e 4x100m vrije slag | | | geen deelname |
| 2010 |                                                               | | geen deelname | geen deelname | geen deelname |
| 2011 |                                                               | geen deelname | | | geen deelname |
| 2012 | geen deelname                                                 | | geen deelname | 23e 50m vlinderslag 13e 100m vlinderslag 34e 100m vrije slag 11e 4x100m wisselslag                                                            | geen deelname |
| 2013 |                                                               | geen deelname | | | geen deelname |
| 2014 |                                                               | | geen deelname | geen deelname | |
| 2015 |                                                               | 15e 4x100m vrije slag 15e 4x200m vrije slag | | | 48e 50m vrije slag 28e 100m vrije slag 20e 100m vlinderslag 30e 100m wisselslag 23e 200m wisselslag 15e 4x50m vrije slag gemengd 13e 4x50m wisselslag gemengd |
| 2016 | 23e 100m vrije slag 19e 200m wisselslag 14e 4x100m vrije slag | | 19e 100m vrije slag 18e 200m vrije slag 23e 400m vrije slag 11e 100m vlinderslag 11e 200m wisselslag 14e 4x50m wisselslag gemengd                                        | 26e 50m vrije slag 11e 100m vrije slag 9e 200m vrije slag 8e 200m wisselslag 7e 4x100m vrije slag 10e 4x200m vrije slag 11e 4x100m wisselslag | |
| 2017 |                                                               | 26e 50m vrije slag 20e 100m vrije slag 18e 200m vrije slag 13e 200m wisselslag | | | 32e 50m vrije slag 11e 100m vrije slag 20e 100m rugslag 9e 100m wisselslag 4e 200m wisselslag                                                                 |
| 2018 |                                                               | | geen deelname | 11e 200m vrije slag · 200m wisselslag · 7e 4x100m vrije slag · 10e 4x100m wisselslag · 7e 4x100m wisselslag gemengd                           | |
| 2019 |                                                               | 18e 100m vrije slag 25e 200m vrije slag 25e 200m rugslag 9e 200m wisselslag 13e 4x100m vrije slag 11e 4x100m wisselslag 11e 4x100m vrije slag gemengd 13e 4x100m wisselslag gemengd | | | 8e 100m wisselslag · 200m wisselslag · 6e 400m wisselslag |
| 2020 | Geen toernooien vanwege de coronapandemie                     | Geen toernooien vanwege de coronapandemie | Geen toernooien vanwege de coronapandemie | Geen toernooien vanwege de coronapandemie | Geen toernooien vanwege de coronapandemie |
| 2021 | 26e 100m vrije slag 17e 100m vlinderslag 9e 200m wisselslag   | | 16e 100m vlinderslag 8e 200m vlinderslag 4e 100m wisselslag 7e 200m wisselslag 15e 400m wisselslag 10e 4x50m wisselslag 8e 4x100m wisselslag 8e 4x50m vrije slag gemengd | 23e 200m vrije slag 11e 100m vlinderslag 5e 200m wisselslag 10e 4x100m vrije slag 12e 4x100m wisselslag 5e 4x100m wisselslag gemengd          | 5e 100m wisselslag · 200m wisselslag · 6e 400m wisselslag |
| 2022 |                                                               | 18e 100m vrije slag 18e 50m vlinderslag 9e 200m wisselslag | geen deelname | 8e 100m vrije slag 16e 50m vlinderslag 9e 100m vlinderslag 6e 200m wisselslag 7e 4x100m wisselslag                                            | |